# Shiloh (Karolina Południowa)
Shiloh – jednostka osadnicza w Stanach Zjednoczonych, w stanie Karolina Południowa, w hrabstwie Sumter.